# Amulett von Lindholmen

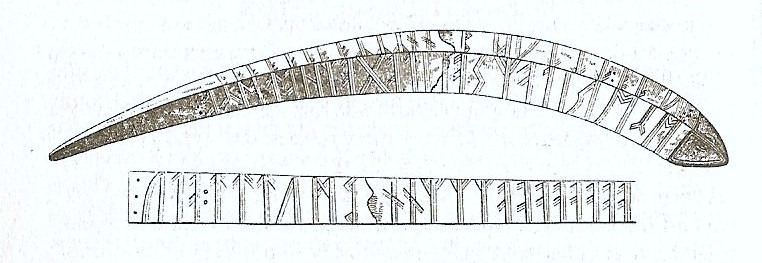
Amulett von Lindholmen

Das Amulett von Lindholmen (KJ 29; DR 261) ist ein Moorfund aus Svedala in Schonen in Schweden. Das 1840 beim Herrenhof Lindholmen entdeckte Objekt trägt eine Runenbeschriftung und kam 1851 ins Historische Museum der Universität von Lund. Der Fund entzieht sich der Datierung.
Das schwach gekrümmte Horn- oder Beinstück hat eine Länge von etwa 16,0 und eine maximale Breite von 1,8 cm. Es weist zwei schräge Längsflächen auf, die sich zum Ende hin verjüngen. Die Runeninschrift mit der Runen-Sequenz ALU folgt der Richtung der schrägen Flächen. Das breite Ende trägt eine Tier- oder Fischkopfdarstellung.
A.  ek erilaR sa wilagaR hateka :
B. aaaaaaaaRRRnnn-b- muttt : alu :
Ich, der Erilaʀ hier (=an diesem Ort), heiße Wīlagaʀ (=der Listige). Ase (8x) - Elch (3x) - Not (3x) - Birkenreis - Mensch - Auerochs - Týr (3x) - Zauber
Das Amulett weist Analogien mit dem norwegischen Knochenstück von Ødemotland auf. Die Fundumstände deuten, wie im Falle der dänischen Funde aus Fælleseje (Schrapmesser von Fælleseje) und Garbølle (Holzkästchen von Garbølle), auf eine rituelle Deponierung in der Eisenzeit. Die anderen runenbeschrifteten Kleinfunde stammen überwiegend aus Gräbern.